# Labarthe-Inard
Labarthe-Inard är en kommun i departementet Haute-Garonne i regionen Occitanien i södra Frankrike. Kommunen ligger i kantonen Saint-Gaudens som tillhör arrondissementet Saint-Gaudens. År 2022 hade Labarthe-Inard 872 invånare.

## Befolkningsutveckling
Antalet invånare i kommunen Labarthe-Inard
Referens:INSEE